# Sphaerodactylus monensis
Sphaerodactylus monensis — вид геконоподібних ящірок родини Sphaerodactylidae. Ендемік Пуерто-Рико.

## Поширення і екологія
Sphaerodactylus monensis є ендеміками острова Мона, розташованого на захід від Пуерто-Рико. Вони живуть в сухих і напівсухих чагарникових заростях і лісах, серед опалого листя і під камінням, трапляються на плантаціях.